# Bresewitz (Friedland)
Bresewitz ist ein Ortsteil der Stadt Friedland im Landkreis Mecklenburgische Seenplatte in Mecklenburg-Vorpommern.

## Geografie und Verkehrsanbindung
Bresewitz liegt nordwestlich des Kernortes Friedland an der Landesstraße L 273. Nordwestlich, nördlich, nordöstlich und östlich erstreckt sich das 4.100 ha große Landschaftsschutzgebiet Landgrabental.

## Benennung
Der Ort erscheint 1469 erstmals als Bryseuitze – eine Benennung slawischer Herkunft (rekonstruiert Brezovica) mit der Bedeutung „Birkenhain“.

## Sehenswürdigkeiten

### Baudenkmale
In der Liste der Baudenkmale in Friedland (Mecklenburg) ist für Bresewitz als einziges Baudenkmal eine Glocke auf dem Friedhof aufgeführt.